# 1339 Дезаньйокса
1339 Дезаньйокса (1339 Désagneauxa) — астероїд головного поясу, відкритий 4 грудня 1934 року.
Тіссеранів параметр щодо Юпітера — 3,227.